# Brent Price
Pour les articles homonymes, voir Price.
Hartley Brent Price, mieux connu sous le nom de Brent Price (né le 9 décembre 1968 à Shawnee, Oklahoma), est un ancien joueur américain de basket-ball en NBA. Il est le frère cadet de l'ancien meneur de jeu des Cleveland Cavaliers, Mark Price.

## Carrière
Price fut sélectionné au 2e tour (32e choix) de la draft 1992 par les Washington Bullets (aujourd'hui Wizards). Il joua pour Washington durant 3 années inscrivant une moyenne de 3 points
par match, à 41 % de réussite aux tirs. Le 19 mai 1995, il fut écarté par les Bullets, puis resigna le 3 octobre 1995. Il fut écarté à la fin de la saison 1994-1995 et signa avec les Houston Rockets. Il progressa légèrement statistiquement, inscrivant 5 points de moyenne à 43 % de réussite aux tirs. Le 1er août 1999, il fut transféré aux Memphis Grizzlies. Durant ces deux saisons suivantes, il réalisa 3 points de moyenne à 30 % de réussite aux tirs. Le 27 juin 2001, il fut recruté par les Sacramento Kings avec Mike Bibby contre Jason Williams et Nick Anderson.